# Thomas Percy (folkvisesamlare)
Thomas Percy, född den 13 april 1729, död den 30 september 1811, var en engelsk biskop och folkvissamlare.
Percy blev kyrkoherde i Easton Maudit (Northamptonshire), hovpredikant och slutligen (1782) biskop i Dromore på Irland. 
Percy är i litteraturhistorien känd framför allt genom sin samling av engelska folkvisor, Reliques of Ancient English Poetry, Consisting of Old Heroic Ballads, Songs, and Other Pieces of Our Earlier Poets (3 delar, 1765; många upplagor). 
Denna samling har haft stort inflytande inte endast på den engelska (Walter Scott, Tennyson), utan även på den tyska och den nordiska litteraturen och bildar en av utgångspunkterna för den romantiskt germanska oppositionen mot den franska klassicismen. 
Först 1868 utgavs genom Hales och Furnivall det foliomanuskript, som låg till grund för Percys publikation. 
Bland hans inte få övriga skrifter bör nämnas Five Pieces of Runic Poetry Translated from the Islandic Language (1763) och Essay on the Origin of the English Stage, Particularly on the Historical Plays of Shakespeare (1793). Percy översatte till engelska 1770 Mallets nordiska historia.  
1840 stiftades för publikation av folkvisor The Percy Society, vilket sällskap upplöstes 1852 efter att ha utgivit 96 band.
Thomas Percy hade stor betydelse för Sturm und Drangperioden och romantiken.